# شربورن، گلاسترشر

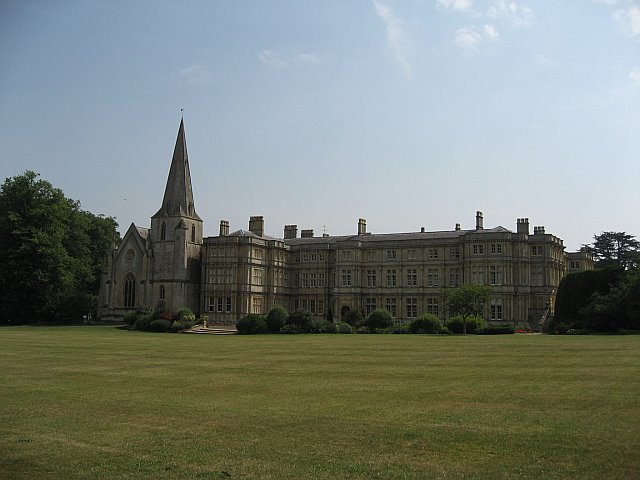
روستای شربورن

شربورن (به انگلیسی: Sherborne) یک روستا و محله مدنی در بریتانیا است که در Cotswold واقع شده‌است. شربورن ۳۰۹ نفر جمعیت دارد.